# Christopher Ius
Christopher Ius (* 10. Februar 2000) ist ein australischer Leichtathlet, der sich auf den Sprint spezialisiert hat.

## Sportliche Laufbahn
Erste internationale Erfahrungen sammelte Christopher Ius im Jahr 2019, als er bei den U20-Ozeanienmeisterschaften in Townsville in 10,76 s die Goldmedaille im 100-Meter-Lauf gewann und auch mit der australischen 4-mal-100-Meter-Staffel in 42,34 s siegte. 2023 schied er bei den World University Games in Chengdu mit 10,39 s und 20,94 s jeweils im Halbfinale über 100 und 200 Meter aus und bei den World Athletics Relays 2025 sicherte er der 4-mal-100-Meter-Staffel einen Startplatz bei den Weltmeisterschaften in Tokio. Im Juli belegte er bei den World University Games in Bochum in 21,01 s den siebten Platz im 200-Meter-Lauf und belegte mit der Staffel in 38,89 s den vierten Platz.

## Persönliche Bestzeiten
- 100 Meter: 10,24 s (+1,9 m/s), 28. November 2020 in Sydney
- 200 Meter: 20,61 s (+0,9 m/s), 28. Januar 2024 in Canberra